# تیم ملی فوتبال زنان سوئیس
تیم ملی فوتبال زنان سوئیس نمایندهٔ زنان این کشور در ردهٔ ملی است. این تیم اولین بازی خود را در سال ۱۹۷۲ انجام داد. تیم ملی فوتبال زنان سوئیس تا کنون برای هیچ‌یک از بازی‌های المپیک، جام جهانی یا قهرمانان اروپا واجد شرایط نشده‌است.